# Акациево
Ака̀циево е село в Северозападна България. То се намира в община Видин, област Видин. До 29 октомври 1960 г. се е наричало Раяновци.

## География
Намира се в западната периферия на Видинската низина, на брега на р. Тополовец.

## История
Чифлишката кула
След Кримската война (1853 – 1856 г.) между българските селяни и турските чифликчии се разгаря борба за владеене на земята. Чифлиците стават стокови стопанства, но в повечето от тях продължава да се прилагат феодални и полуфеодални начини на производство. Земята обработват изполичари и кесимджии, като се прилага ратайският труд. Турският чифликчия се стреми да произведе повече продукти, които да реализира на пазара или да продаде за износ.
Допреди 40 години, на няколко километра западно от Видин, имаше запазена жилищна кула на турския чифликчия Тахир бег. Долният етаж е изграден от камъни с бойници. В него се съхраняват зърнени храни. Горният етаж е с прозорци и служи за жилище на чифликчията. Най-отгоре се намира куличка-наблюдателница. От там се следи как работят селяните.
Михалаки Георгиев написва разказ за Тахир беговица.
Жилищната чифлишка кула при с. Раяновци (Акациево) днес е разрушена. Има макет във Видинския исторически музей.

## Население
- Население по официалните преброявания в България.[2]

| 1934 г. | 1946 г. | 1956 г. | 1965 г. | 1975 г. | 1985 г. | 1992 г. | 2001 г. | 2011 г. | 2021 г. |
| 389     | 395     | 370     | 305     | 252     | 198     | 187     | 135     | 100     | 82      |

- Самоопределяне по етническа принадлежност към 1 февруари 2011 г.

| българска | турска | ромска | друга | не се самоопределя |
| 100       | 0      | 0      | 0     | 0                  |

- Степен на завършено образование към 1 февруари 2011 г.

| Общо | Висше | Средно | Основно | Начално | Незавършено начално | Никога не посещавали училище | Деца до 7 г. |
| 98   | -     | 37     | 46      | 8       | -                   | 0                            | 0            |

Данните са анонимизирани в съответствие с чл. 25 от Закона за статистиката.
- Население по възрастови групи към 7 септември 2021 г.

| Общо | 0 – 4 | 5 – 9 | 10 – 14 | 15 – 19 | 20 – 24 | 25 – 29 | 30 – 34 | 35 – 39 | 40 – 44 | 45 – 49 | 50 – 54 | 55 – 59 | 60 – 64 | 65 – 69 | 70 – 74 | 75 – 79 | 80 – 84 | 85+ |
| 82   | 1     | 0     | 1       | 2       | 2       | 0       | 3       | 4       | 5       | 11      | 3       | 5       | 3       | 14      | 18      | 8       | 2       | 0   |

Преброяване на населението през 2011 г.
Численост и дял на етническите групи според преброяването на населението през 2011 г.:
|                     | Численост | Дял (в %) |
| Общо                | 100       | 100,00    |
| Българи             | 100       | 100,00    |
| Турци               | 0         | 0,00      |
| Цигани              | 0         | 0,00      |
| Други               | 0         | 0,00      |
| Не се самоопределят | 0         | 0,00      |
| Неотговорили        | 0         | 0,00      |

## Религии
- храм „Света Петка“. Годишният събор на селото е на 27 октомври, Петковден.